# Riu Adagum
|  | No s'ha de confondre amb Adagum. |

El riu Adagum - Адагум (rus) - és un riu de Rússia que passa pel krai de Krasnodar. És un afluent per l'esquerra del riu Kuban.
Neix als vessants septentrionals de la serralada Markotkhskogo. Té una llargada de 66 km, i tot i que té grans crescudes en l'època de desglaç, hi ha anys que a l'estiu fins i tot s'asseca.
Els seus principals afluents són el Kudako, el Psebeps, el Guetxepsin, el Sukhoi Auixedz, el Khobza i el riu Abín.